# 波田重一
波田 重一（はだ じゅういち、1885年（明治18年）10月22日 - 1961年（昭和36年）2月3日）は、日本の陸軍軍人。最終階級は陸軍中将。

## 経歴
広島県出身。波田正右衛門の五男として生れる。熊本陸軍地方幼年学校、中央幼年学校を経て、1905年（明治38年）11月、陸軍士官学校（第18期）を卒業。翌年6月、歩兵少尉に任官し歩兵第39連隊付となる。1919年（大正8年）11月、陸軍大学校（第31期）を卒業した。
歩兵第39連隊中隊長、参謀本部付勤務、関東軍参謀部付、関東軍参謀、歩兵第30連隊大隊長、第17師団参謀、教育総監部課員などを経て、1925年（大正14年）12月から一年間、陸大専攻学生として学んだ。陸軍省軍務局課員を経て、1930年（昭和5年）8月、歩兵大佐に昇進し陸軍歩兵学校教官となる。歩兵第41連隊長、天津駐屯歩兵隊長、第9師団参謀長などを歴任し、1935年（昭和10年）3月、陸軍少将に進級。
歩兵第3旅団長、第10師団司令部付、台湾混成旅団長を歴任し、1938年（昭和13年）3月、陸軍中将に進んだ。1938年（昭和13年）11月、張鼓峰事件後に第19師団長に親補され朝鮮半島に駐留。1940年（昭和15年）9月、第5軍司令官となり満州に赴任。参謀本部付を経て1941年（昭和16年）12月、予備役に編入された。1942年（昭和17年）5月、朝鮮連盟事務局総長に就任。
1947年（昭和22年）11月28日、公職追放仮指定を受けた。

## 栄典
- 1940年（昭和15年）8月15日 - 紀元二千六百年祝典記念章[2]